# Roberta Angelilli
 (septembre 2024).
Si vous disposez d'ouvrages ou d'articles de référence ou si vous connaissez des sites web de qualité traitant du thème abordé ici, merci de compléter l'article en donnant les références utiles à sa vérifiabilité et en les liant à la section « Notes et références ».
Roberta Angelilli, née le 1er février 1965 à Rome, est une ancienne députée européenne italienne membre du Parti populaire européen. Vice-présidente du parlement et membre de son Bureau, elle a également dirigé la délégation de l'Alliance nationale.